# Peter B. Evans
Peter B. Evans (1944–), es profesor de Sociología en la Universidad de California en Berkeley. 
Sociólogo político, su trabajo se centra en la economía política comparada del desarrollo nacional en países subdesarrollados. Ha publicado ampliamente sobre las relaciones Estado-sociedad, desarrollo económico industrial en Brasil y América Latina, sociedad civil y cuestiones internacionales sobre desarrollo.
Su trabajo también es relavante en el ámbito de la economía política internacional. 
Evans es un miembro activo en la sección "Trabajo y Movimiento Obrero" de la Asociación Sociológica Americana (ASA), habiéndola dirigido. 
En el año 2000, Evans fue cofundador -entre otros con Erik Reinert- de "El otro canon", un centro y una red para investigaciones de economía heterodoxas.